# Kala
Kala 是英籍斯里兰卡女歌手 M.I.A.的第二张专辑。在首张专辑Arular获得相对的成功之后，M.I.A.原本计划前往美国录制第二张专辑，但是由于长期工作签证被美国大使馆拒签，M.I.A.改变计划旅行至印度，牙买加，澳大利亚，利比里亚，特立尼达等世界各地收集音源灵感，以身为斯里兰卡逃避内战的英国难民的母亲为蓝本，歌词涉及广大第三世界人民的生活，融合印度宝莱坞，加勒比索卡舞馆，非洲节奏鼓，澳洲原住说唱，英国电子锐舞，美国嘻哈，另类摇滚，巴尔地摩舞曲等诸多风格，广受乐评好评，入选各大乐评年度前十，并被滚石杂志评为07年年度专辑第一名，十年百大最佳专辑第九名，并获得美国金唱片认证。

## 曲目列表
1. Bamboo Banga 

2. Bird Flu 

3. Boyz 

4. Jimmy 

5. Hussel (ft. Afrikan Boy) 

6. Mango Pickle Down River (ft. The Wilcannia Mob) 

7. $20 

8. World Town 

9. The Turn 

10. XR2 

11. Paper Planes 

附加歌曲 

12. Come Around (ft. Timbaland) 